# Ksystus
Ksystus (gr. xystos ξυστός) – w architekturze greckiej portyk lub zadaszona, ale otwarta po bokach kolumnada w gimnazjonie, służąca do ćwiczeń podczas złej pogody, np. w zimie. 
W architekturze rzymskiej termin ten (xystŭs) w willach wiejskich (villa rustica/suburbana) odnosił się do ogródka przed portykiem, podzielonego na regularne rabatki obsadzone niską roślinnością, ze ścieżką przebiegającą pomiędzy nimi, lub do ogródka otoczonego osłoniętą kolumnadą dookoła, względnie wewnętrznego dziedzińca rzymskiego domu, większego od atrium, z ogrodem wewnątrz. 
W szerszym znaczeniu określenie to może odnosić się do zadaszonej ścieżki, długiej werandy lub obejścia.